# Långtjärnen (Frostvikens socken, Jämtland, 716233-142335)
Långtjärnen är en sjö i Strömsunds kommun i Jämtland och ingår i Ångermanälvens huvudavrinningsområde. Sjön har en area på 0,0452 kvadratkilometer och ligger 558,5 meter över havet.

## Delavrinningsområde
Långtjärnen ingår i det delavrinningsområde (716227-142429) som SMHI kallar för Ovan Finnhusbäcken. Medelhöjden är 557 meter över havet och ytan är 3,9 kvadratkilometer. Räknas de 15 avrinningsområdena uppströms in blir den ackumulerade arean 34,05 kvadratkilometer. Junsterbäcken som avvattnar avrinningsområdet har biflödesordning 3, vilket innebär att vattnet flödar genom totalt 3 vattendrag innan det når havet efter 319 kilometer. Avrinningsområdet består mestadels av skog (85 procent) och sankmarker (13 procent). Avrinningsområdet har 0,09 kvadratkilometer vattenytor vilket ger det en sjöprocent på 2,3 procent.